# Falsalarma
Falsalarma est un groupe de hip-hop espagnol, originaire de Sabadell, dans la province de Barcelone. Il est formé en 1995 et basé dans le quartier de Las Termes à Sabadell (Catalogne), composé de DJ Neas (DJ), Dycache Santiago (producteur), et des frères El Santo (David Navarro Romero, MC) et Titó (Ángel Navarro Romero, MC).

## Biographie
Falsalarma est repéré sur la scène nationale grâce à sa collaboration sur la chanson Rap serio, issue du troisième album de Frank T. Auparavant, les membres avaient enregistré une démo indépendante intitulée Sound Revolution. Pour la formation du groupe, une partie du collectif La Placka se joint à Sucios Socios, Prome, Demo, au groupe de turntablistes Kutting Monkeys et à plusieurs producteurs.
En 2000, ils publient leur premier EP intitulé No hay quien nos pare, édité par Avoid Records. Deux ans plus tard, ils publient leur premier LP, La misiva' et Dycache Santiago édite un album de battles de DJs intitulés Tácticas y Técnicas. En 2004, Santo et titó, publient deux EPs séparés et donnent naissance à Eterna juventud de Valeroso espíritu. Le projet inclut des chansons comme Mis palabras al cielo issue de l'EP de Titó dédiée à sa mère atteint d'un cancer. Ils créent également une collecte pour l'Asociación Española Contra el Cáncer (AECC).
2005 devient l'année la plus productive du groupe. Ils publient un deuxième album intitulé Alquimia, bien accueilli par l'ensemble de la presse spécialisée locale. La chanson Bondad O Malicia issue de l'album botient même son propre clip qui traite de la lutte contre la violence conjugale. En octobre, ils font un concert à l'Aqualung de Madrid, filmé puis édité en DVD. Falsalarma devient le troisième groupe espagnol de hip-hop à filmer un DVD en direct, après Violadores del verso et Nach. Ils composent ensuite une chanson inédite intitulée El más buscado pour la version espagnole du jeu vidéo Need for Speed: Most Wanted. La chanson est publiée ensuite en version maxi.
En septembre 2006, Titó s'aventure dans un nouveau projet : Barna Files, une mixtape produite par le MC à laquelle participent des artistes de la scène hip-hop espagnol comme Seismo, Ferran MDE et Efrén.

## Discographie
- 1997 : La revolución del sonido
- 2000 : No hay quien nos pare (maxi)
- 2002 : La misiva (LP)
- 2005 : Alquimia (LP)
- 2005 : BSO Need For Speed - Most Wanted (maxi)
- 2006 : Alquimia Tour 2005 (DVD)
- 2007 : Mar de dudas (maxi)
- 2008 : Ley de vida (LP)
- 2011 : Dramatica